# جولیان آلسوپ
جولیان آلسوپ (انگلیسی: Julian Alsop؛ زادهٔ ۲۸ مهٔ ۱۹۷۳) بازیکن فوتبال اهل بریتانیا است.
از باشگاه‌هایی که در آن بازی کرده‌است می‌توان به باشگاه فوتبال سایرون‌سستر تاون، باشگاه فوتبال نیوپورت کانتی، باشگاه فوتبال سوانزی سیتی، باشگاه فوتبال چلتنهام تاون، باشگاه فوتبال بریستول راورز، باشگاه فوتبال نانیتون تاون، باشگاه فوتبال ریسینگ کلاب واریک، باشگاه فوتبال آکسفورد یونایتد، باشگاه فوتبال بیشاپس کلیو، باشگاه فوتبال تاموورث، باشگاه فوتبال فارست گرین راورز، و باشگاه فوتبال نورث‌همپتون تاون اشاره کرد.